# Rudolf Penno
Rudolf Penno (* 30. Apriljul. / 12. Mai 1896greg. im Dorf Ristamäe, damals Landgemeinde Undla, Kreis Viru, Gouvernement Estland; † 25. November 1951 in Stockholm, Schweden) war ein estnischer Politiker.

## Frühe Jahre
Rudolf Penno wurde als Sohn des Gutsarbeiters Jüri Penno (1856–1929) und seiner Ehefrau Pauline Elisabeth Schrotmann (1858–1900) geboren. Von 1906 bis 1909 besuchte er die Kirchspielschule in Hulja (heute Landgemeinde Kadrina), anschließend bis 1912 die Ministerialschule in Liiguste (heute Landgemeinde Haljala). 1912 schloss er die Stadtschule von Rakvere ab. Von 1912 bis 1916 studierte er am dortigen Seminar für angehende Grundschullehrer.
Von 1916 bis 1918 nahm Rudolf Penno in der zaristischen Armee am Ersten Weltkrieg teil. 1917 absolvierte er eine Ausbildung an der Wladimir-Kriegsschule in der russischen Hauptstadt Sankt Petersburg.
Von 1918 bis 1920 kämpfte er als Offizier gegen Sowjetrussland im Estnischen Freiheitskrieg.
Von 1920 bis 1923 war Penno als Lehrer an verschiedenen Schulen in Kadrina, Neeruti und Liiguste tätig. Von 1921 bis 1944 ließ er sich als Kleinbauer auf dem Hof Pajuvälja im Dorf Saukse (heute Landgemeinde Kadrina) nieder.

## Politik
1922 gehörte Penno zu den Mitbegründern des sogenannten „Siedlerverbands“ (Asunike koondis), der sich ab 1925 als politische Partei etablierte. Sie war ab 1923 im Parlament vertreten. Der Siedlerbund trat vor allem für die Interessen der Kleinbauern im damals noch stark agrarisch geprägten Estland ein.
Von 1925 bis 1930 war Penno verantwortlicher Redakteur der monatlichen Agrarzeitschrift Uus Talu („Der neue Hof“). Sie stand dem Siedlerbund nahe.
Als Abgeordneter gehörte Penno von 1923 bis 1937, von der zweiten bis zur fünften Legislaturperiode, dem estnischen Parlament (Riigikogu) an. In der dritten, vierten und fünften Legislaturperiode bekleidete Penno das Amt des stellvertretenden Parlamentspräsidenten. Er war Fraktionsvorsitzender seiner Partei. Von 1930 bis 1934 war Penno Vorsitzender des Landtages im Kreis Viru.
Daneben war Penno führendes Mitglied zahlreicher Wirtschaftsvereinigungen: ab 1925 war er unter anderem Mitglied des Vorstands einer Landwirtschaftsbank, ab 1928 geschäftsführender Direktor der Versicherungsgesellschaft Talu. Ab 1929 war er Aufsichtsratsmitglied der Rahvapank („Volksbank“). Außerdem gehörte Penno zum Führungskreis zahlreicher estnischer Bildungs- und Sportvereinigungen.
Am 28. September 1934 wurde Penno zum Parlamentspräsidenten der Republik Estland gewählt. Er hatte das Amt de jure bis zum 31. Dezember 1937 inne. Pennos Wahl 1934 war eine Reaktion auf den unblutigen Staatsstreich vom 12. März 1934, mit dem der amtierende Staats- und Regierungschef Konstantin Päts mit Hilfe des estnischen Militärs die Macht übernommen hatte. Im September 1934 weigerte sich das Parlament aus Protest gegen den von der Regierung verlängerten Ausnahmezustand, den von der Regierung Päts vorgeschlagenen pensionierten General Jaan Soots zum Parlamentspräsidenten zu wählen. Es bestimmte stattdessen Penno zum Parlamentspräsidenten; Parteienvertreter kritisierten im Plenum die Maßnahmen der Regierung, insbesondere die Beschneidung der Parlamentsrechte, scharf. Daraufhin ließ Innenminister Karl Einbund am 2. Oktober 1934 die Plenarsitzung des Riigikogu beenden und bewaffnete Truppen am Sitz des Parlaments aufmarschieren. Das Parlament kam daraufhin bis 1938 nicht mehr zusammen. Päts regierte ohne Legislative mit Hilfe von Präsidialverordnungen.
Später arrangierte sich Penno mit der autoritären Herrschaft von Konstantin Päts. Im Februar 1938 wurde Penno als Abgeordneter in den neu gewählten Riigivolikogu entsandt. 1939 war er zweiter stellvertretender Parlamentspräsident.

## Sowjetische Besetzung und Exil
Mit der sowjetischen Besetzung Estlands im Sommer 1940 wurde Penno inhaftiert. Während der deutschen Besetzung Estlands diente er 1941/42 in den deutschen Streitkräften.
Im September 1944 berief der estnischen Ministerpräsident Otto Tief seinen Parteifreund Rudolf Penno als Handels- und Industrieminister in sein kurzlebiges Kabinett. Penno konnte das Amt allerdings aufgrund der Kriegsereignisse nicht antreten, da er sich nicht mehr in Estland befand. Mit seiner Familie war ihm im Februar 1944 die Flucht vor der vorrückenden Roten Armee zunächst nach Helsinki gelungen. Er ließ sich dann in Schweden nieder, wo er 1951 verstarb.
Penno und seine Frau liegen auf dem Friedhof der Högalids Församling im Stockholmer Stadtteil Hägersten begraben.

## Privatleben
Rudolf Penno war ab 1922 mit Alma Elfriede Penno (geb. Trubok) (1900–1978) verheiratet. Das Paar hatte zwei Söhne und eine Tochter.
Sein Sohn Ado Penno (1925–1944) fiel im Zweiten Weltkrieg. Der Sohn Enno Penno (1930–2016) wurde estnischer Exilpolitiker. Er war von 1990 bis 1992 letzter Ministerpräsident der estnischen Exilregierung.